# Bayerjev proces
Bayerjev proces je glavni industrijski proces za proizvodnjo aluminijevega oksida (glinica, Al2O3) iz boksita. Boksit, ki je glavna aluminijeva ruda, vsebuje samo 30–54% Al2O3. Ostalo je zmes silicijevega dioksida (kremen), železovih oksidov, ki dajejo boksitu značilno rdečo barvo, in titanovega dioksida Aluminijev oksid je surovina za proizvodnjo aluminija.

## Proces
Boksit se zdrobi in zmelje in v tlačni posodi pri 175 °C obdela z raztopino natrijevega hidroksida, ki aluminijev oksid pretvori v vodotopni natrijev aluminat (NaAlO2):
Al2O3 + 2 NaOH → 2 NaAlO2 + H2O
V hidroksidu se raztaplja tudi kremen, druge komponente boksita pa ne. V proces se včasih dodaja apno (Ca(OH)2), ki raztopljeni kremen obori  kot kalcijev silikat. Iz raztopine se nato z dekantiranjem in filtriranjem odstranijo netopne trdne nečistoče. Za obarjanje finih delcev se v raztopino lahko dodaja flokulant, na primer škrob. Zmes trdnih stranskih proizvodov se imenuje rdeče blato. V izvirnem postopku se je alkalna raztopina ohladila in nato prepihovala z ogljikovim dioksidom, ki je povzročil obarjanje aluminijevega hidroksida (Al(OH)3):
2 NaAlO2 + CO2 → 2 Al(OH)3 + Na2CO3 + H2O
Kasneje so namesto tega začeli prenasičeno raztopino cepiti s kristalizacijskimi jedri zelo čistega (Al(OH)3) in se izognili hlajenju raztopine:
2 H2O + NaAlO2 → Al(OH)3 + NaOH
Aluminijev hidroksid med  segrevanjem na 980 °C (kalciniranje) razpade na aluminijev oksid in vodno paro:
2 Al(OH)3 → Al2O3 + 3 H2O
Odpadna raztopina NaOH se reciklira. V njem raztopljene galijeve in vanadijeve nečistoče, ki bi se v lugu kopičile, se pred tem odstranijo. 
Za boksite z več kot 10 % silicijevega dioksida Bayerjev proces ni primeren zaradi tvorbe netopnega natrijevega aluminijevega silikata, ki zmanjšuje izkoristek. Zanje se mora izbrati drugačen postopek.
Večina aluminijevega oksida se v  Hall–Héroultovem elektrolitskem  procesu predela v kovinski aluminij.

## Zgodovina
Bayerjev proces je razvil in leta 1888 patentiral Carl Josef Bayer, ki je v Sankt Petersburgu, Carska Rusija, poskušal proizvesti glinico, ki se je v tekstilni industriji uporabljala kot čimža za barvanje bombaža. Proces temelji na Bayerjevem odkritju, da se aluminijev hidroksid iz alkalne raztopine zlahka obori, filtrira in izpere, medtem ko je enak proizvod, pripravljen z nevtralizacijo kislih raztopin, želatinozen in se težko filtrira in izpere.
Nekaj let kasneje je Henri Étienne Sainte-Claire Deville v Franciji razvil proces za proizvodnjo glinice s segrevanjem boksita z natrijevim karbonatom (soda, Na2CO3) pri 1200 °C, izluževanjem natrijevega aluminata z vodo in obarjanjem aluminijevega hidroksida z ogljikovim dioksidom. Sledilo je filtriranje in sušenje. Proces so opustili v korist bolj racionalnega Bayerjevega procesa. 
Bayerjev proces je pridobil na pomembnosti z uvedbo Hall–Héroultovega elektrolitskega procesa za proizvodnjo aluminija, ki so ga razvili leto pred tem (1886). Bayerjev proces je skupaj s cianidnim procesom za pridobivanje zlata pomenil rojstvo sodobne hidrometalurgije.
Po Bayerjevem postopku, ki je do danes ostal skoraj nespremenjen, se proizvede skoraj vsa glinica. 
V Sloveniji je po Bayerjevem postopku proizvajala glinico Kemična tovarna Moste, ustanovljena leta 1906. Boksit so dovažali po železnici iz rudnikov v Istri.
4. oktobra 2010 se je iz deponije rdečega blata v tovarne glinice Ajkai Timföldgyár v Ajki na Madžarskem  v okolico in reko Torno izlilo približno milijon kubičnih metrov zelo alkalnega rdečega blata. Blato je 7. oktobra priteklo do Donave. V nesreči je umrlo deset ljudi, 150 ljudi pa je bilo poškodovanih.

## Sklic
1. ↑  C. Harris, Rosalie McLachlan, C. Clark  (1998).  Micro reform – impacts on firms: aluminium case study. Melbourne: Industry Commission. ISBN 0-646-33550-2.
2. ↑   Kemična tovarna Moste.

## Vir
- F. Habashi (2005). A short history of hydrometallurgy. Hydrometallurgy 79: 15–22. doi: 10.1016/j.hydromet.2004.01.008.